# Prática brusca
Uma Prática brusca ou negociação brusca (em inglês Sharp Practice) é uma frase pejorativa para descrever um comportamento furtivo ou astuto que está tecnicamente dentro das regras da lei, mas que beira o antiético.
O termo foi usado primeiramente por juízes no Canadá; em um dos julgamentos, o Conselho Canadense de Construção deu um exemplo de uma "prática brusca" para uma das partes "tirar vantagem de uma supervisão clara da parte oposta em um processo".  De acordo com outra fonte, em um julgamento em um tribunal de apelação canadense, os juízes não devem acusar o conselho da prática afiada levemente e, geralmente, não deve fazer tal acusação baseada unicamente em observações escritas.  Da mesma forma, em R v Badger, a Suprema Corte do Canadá proibiu o governo de se envolver em "negociações bruscas" com as Primeiras Nações na implementação de tratados.